# بروس تشادويك
بروس تشادويك (بالإنجليزية: Bruce Chadwick)‏ هو صحفي ومؤرخ أمريكي، ولد في 1950.

## وصلات خارجية
- بروس تشادويك على موقع IMDb (الإنجليزية)
- بروس تشادويك على موقع قاعدة بيانات الفيلم (الإنجليزية)